# Regina Veiga
Regina Veiga (Rio de Janeiro, 1890 - Rio de Janeiro, 1968) est une peintre, dessinatrice et enseignante brésilienne.

## Biographie
Elle commence ses études avec le professeur Rodolfo Amoedo. Ensuite, elle part en Europe, où elle vit et étudie pendant plusieurs années entre Paris, où elle est élève à l'Académie Julian, et Munich, où elle est l'élève du peintre Heilmann.

### Expositions et prix

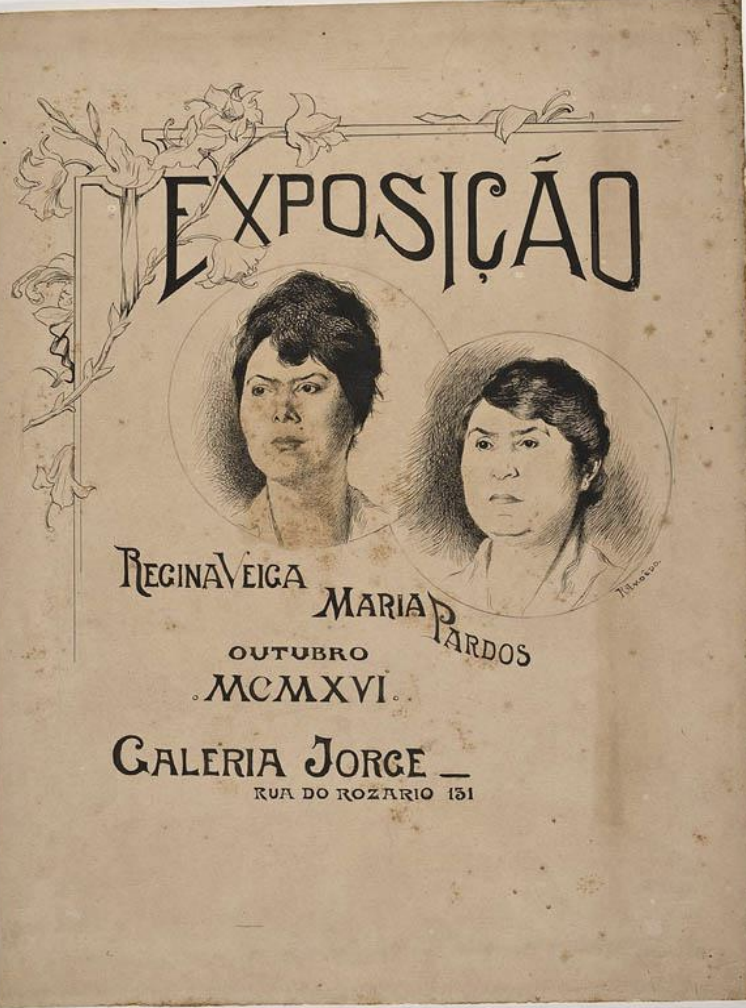
Esquisse de la couverture de l'exposition Regina Veiga et Maria Pardos, réalisée par Rodolfo Amoedo, en 1916.

Il revient dans sa ville natale en 1916 et organise bientôt une exposition à la Galerie Jorge. Cette exposition, selon le critique Carlos Rubens, « attira tout Rio et émerveilla la bourgeoisie prude par son art audacieux du réalisme et de l'émotion touchante. En voyant ses nus d'une beauté plastique impressionnante et ses tableaux tels que Imigrantes, on ne pouvait s'empêcher d'être convaincu qu'on avait affaire à une artiste complète, dont elle confirmerait les qualités dans d'autres œuvres ».
Lors de ses débuts au Salon national de 1907, où elle reçoit une mention honorable, elle déjà attire l'attention de Gonzaga Duque, qui lui fait, ainsi qu'à ses œuvres, une critique élogieuse. Habituée du Salon, elle remporte la médaille de bronze en 1913, la petite médaille d'argent en 1917 et la grande médaille d'argent lors de l'édition de 1918.
En juillet 1945, organisée par la direction du musée national des Beaux-Arts, une exposition de peintures a  lieu à Rio de Janeiro avec la ville de Paris comme thème. Seuls des artistes brésiliens ayant étudié dans la capitale française ont été invités, et Regina Veiga est présente.